# Носов, Алексей Петрович
Алексей Петрович Носов (род. 27 апреля 1997) — российский трековый велогонщик, выступающий за команду Marathon-Tula.

## Достижения

### Трек
2016
Чемпионат России
 2-й в командном спринте на 3 круга (с Александром Шараповым, Никитой Шуршиным и Александром Васюхно)
2017
Чемпионат России
 1-й в гите 100 м с ходу парами (с Александром Дубченко)
2018
Чемпионат России
 2-й в командном спринте на 3 круга (с Даниилом Комковым и Александром Дубченко)